# جورج دبليو. غرايسون
جورج دبليو. غرايسون (بالإنجليزية: George W. Grayson)‏ هو كاتب وسياسي أمريكي، ولد في 23 يوليو 1938 في مقاطعة فاوكواير في الولايات المتحدة، وتوفي في 4 مارس 2015 في ويليامزبرغ في الولايات المتحدة. حزبياً، نشط في الحزب الديمقراطي. وقد انتخب عضو مجلس نواب فرجينيا (1983 – 2001) وانتخب عضو مجلس نواب فرجينيا (1973 – 1981).